# 阿波罗剧院 (帕特雷)

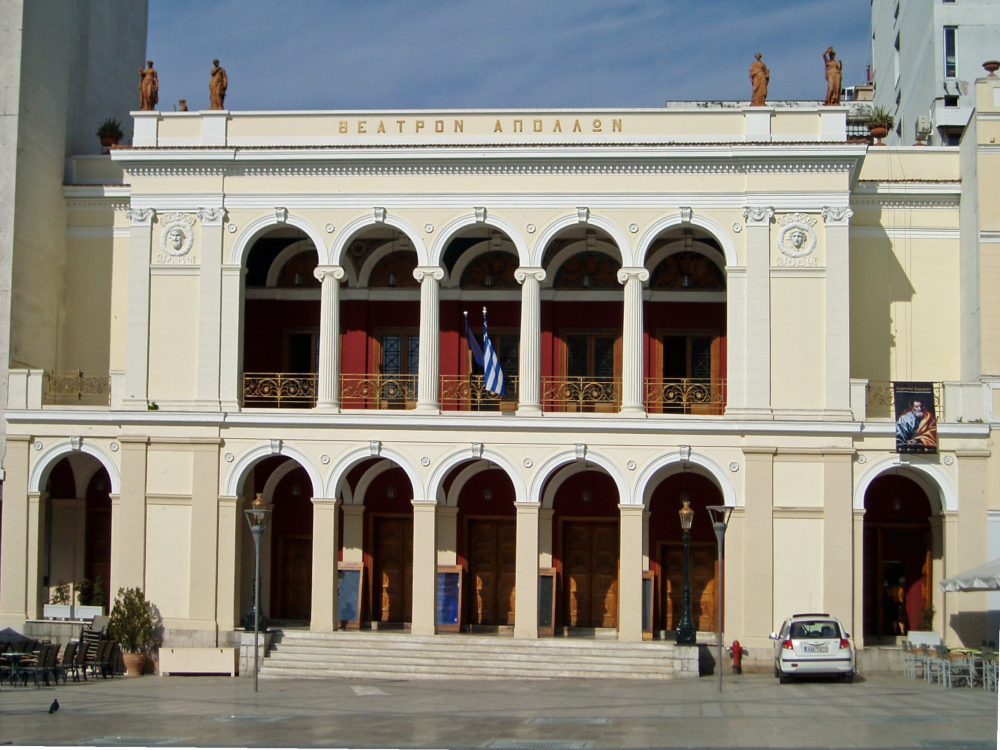
阿波罗剧院

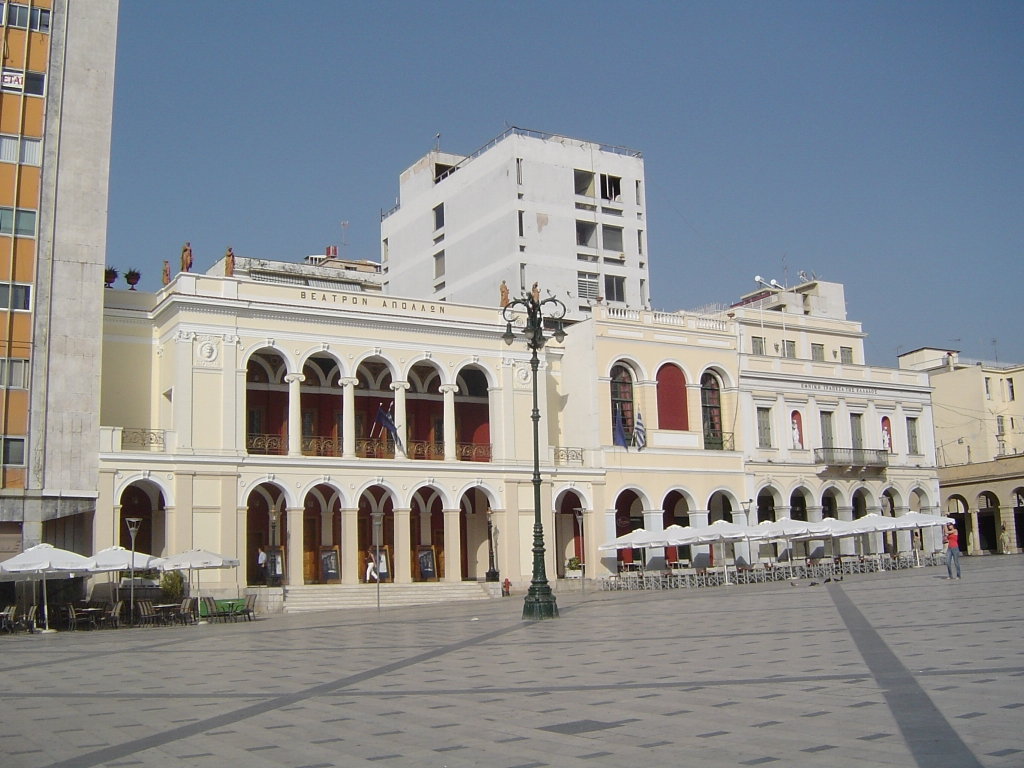
阿波罗剧院

阿波罗剧院（θέατρο "Απόλλων Theatro Apollon）是希腊帕特雷的一个剧院，位于市中心的乔治一世广场东侧。设计者为德国建筑师Ernst Ziller，为米兰斯卡拉大劇院的微缩版。

## 历史
阿波罗剧院于1871年2月11日动工，1872年10月10日开幕。阿波罗剧院是目前希腊仅存的三座新古典主义剧院建筑之一，另两座是特里波利斯的Malliaropouleio 剧院（1910年开幕）和锡罗斯岛的阿波罗剧院（1864年开幕）。剧院可容纳约220至300人。